# Hendrik Brugmans

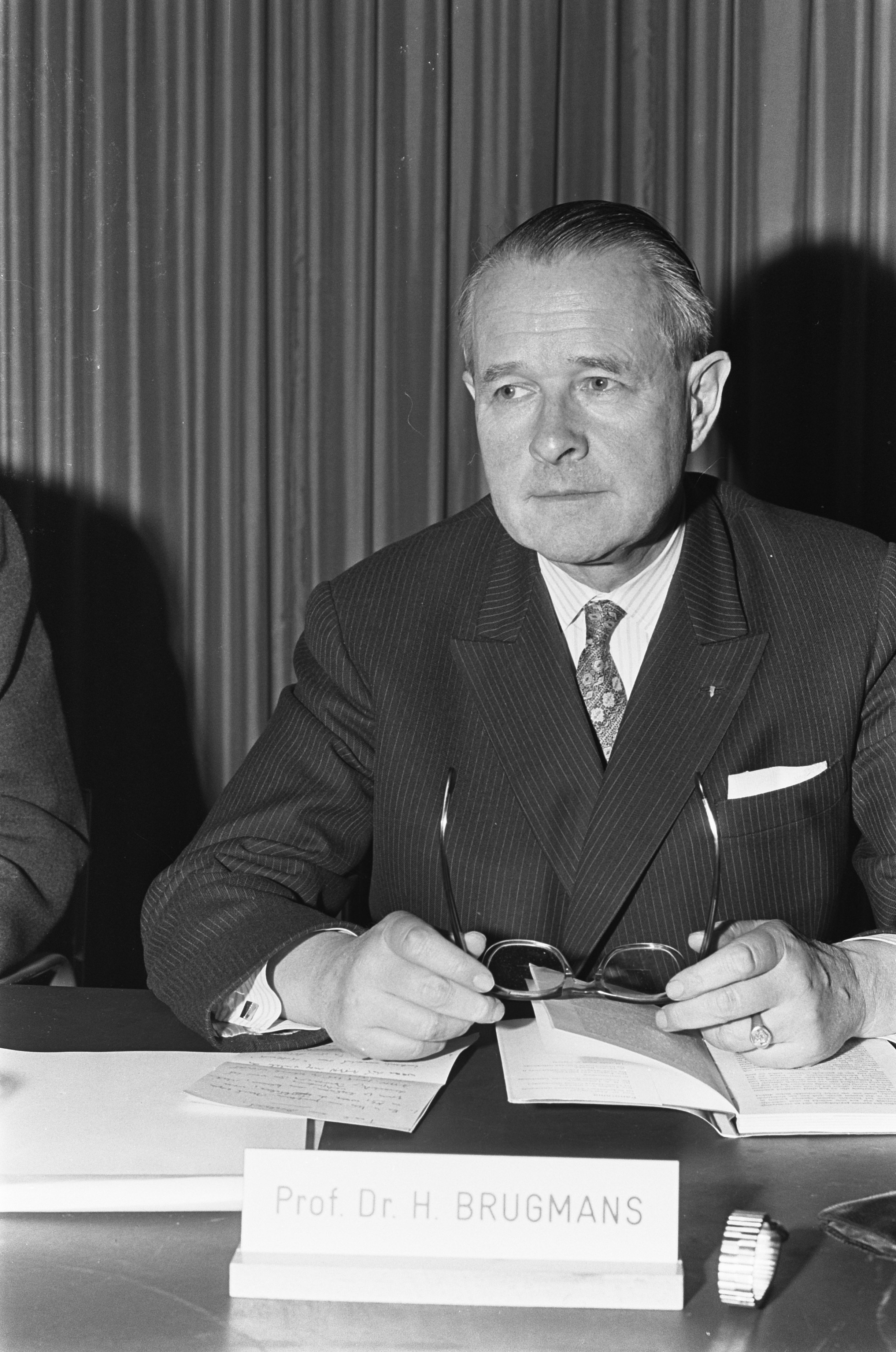
Hendrik Brugmans (1967)

Hendrik Brugmans, auch Henri Brugmans, (* 13. Dezember 1906 in Amsterdam; † 12. März 1997 in Brügge) war ein niederländischer Romanist und Politiker. Brugmans gilt als wichtiger Vordenker der Europäischen Bewegung.

## Leben
Hendrik Brugmans wurde als Sohn des Historikers Hajo Brugmans und dessen Frau Maria Keizer geboren. Er studierte zunächst französische Literaturgeschichte an der Universität Amsterdam, wo er 1934 bei Etienne Guilhou promoviert wurde. Danach war er als Gymnasiallehrer tätig. Von 1948 bis 1950 lehrte er französische Literatur an der Universität Utrecht.
Während des Zweiten Weltkriegs war er als Mitglied der Sociaal-Democratische Arbeiderspartij Abgeordneter im niederländischen Parlament. 1942 wurde er von der Gestapo verhaftet. Nach seiner Freilassung 1944 schloss er sich der niederländischen Widerstandsbewegung an.
Nach Kriegsende war er Mitbegründer der Union Europäischer Föderalisten, zu deren erstem Präsidenten er gewählt wurde. Beim Haager Europa-Kongress hielt er am 7. Mai 1948 den Eröffnungsvortrag. 1950 gründete er in Brügge das Europakolleg, dem er bis 1972 als Rektor vorstand.

## Ehrungen
„In Anerkennung seiner unermüdlichen Arbeit für die europäische Einigung und in Würdigung der verantwortungsschweren Aufgabe, die er sich als Begründer der Europäischen Universität in Brügge gestellt hat“, wurde er am 3. Mai 1951 mit dem Internationalen Karlspreis der Stadt Aachen als „mutiger Wegbereiter eines geeinten Europa“ ausgezeichnet.

## Schriften
- Im Schmelztiegel der Geschichte. 14 Stationen europäischer Entwicklung. Bertelsmann, Gütersloh 1966.